# Emmanuel Ekong
Emmanuel Ekong (Reggio Emilia, 25 giugno 2002) è un calciatore svedese, attaccante del Malmö FF.

## Biografia
È figlio dell'ex calciatore Prince Ikpe Ekong.

## Carriera

### Club
Ekong è cresciuto nel settore giovanile dell'Empoli, che lo ha acquistato nel 2018 dal Brommapojkarna. Ha debuttato in prima squadra il 5 settembre 2022 nell'incontro di Serie A pareggiato 2-2 contro la Salernitana. Il 31 gennaio 2023 è passato in prestito al Perugia fino a giugno.
Rientrato ad Empoli, ha giocato due incontri nel mese di agosto prima di passare in prestito all'Istria 1961. Ha segnato il primo gol in carriera il 10 febbraio 2024 nell'incontro di Hrvatska nogometna liga vinto 1-0 contro l'Osijek.
L'8 gennaio 2025 viene acquistato dai campioni di Svezia in carica del Malmö FF con un contratto quinquennale, tornando così a giocare nella nazione in cui aveva trascorso buona parte della sua infanzia.

### Nazionale
Nel 2021 ha segnato una rete in 5 presenze con la maglia della nazionale svedese Under-19.

## Statistiche

### Presenze e reti nei club
Statistiche aggiornate al 24 maggio 2025.
| Stagione        | Squadra         | Campionato      | Campionato | Campionato | Coppe nazionali | Coppe nazionali | Coppe nazionali | Coppe continentali | Coppe continentali | Coppe continentali | Altre coppe | Altre coppe | Altre coppe | Totale | Totale |
| Stagione        | Squadra         | Comp            | Pres       | Reti       | Comp            | Pres            | Reti            | Comp               | Pres               | Reti               | Comp        | Pres        | Reti        | Pres   | Reti   |
| --------------- | --------------- | --------------- | ---------- | ---------- | --------------- | --------------- | --------------- | ------------------ | ------------------ | ------------------ | ----------- | ----------- | ----------- | ------ | ------ |
| 2022-2023       | Empoli          | A               | 2          | 0          | CI              | 0               | 0               | -                  | -                  | -                  | -           | -           | -           | 2      | 0      |
| 2022-2023       | Perugia         | B               | 9          | 0          | CI              | 0               | 0               | -                  | -                  | -                  | -           | -           | -           | 9      | 0      |
| ago. 2023       | Empoli          | A               | 1          | 0          | CI              | 1               | 0               | -                  | -                  | -                  | -           | -           | -           | 2      | 0      |
| 2023-2024       | Istria 1961     | 1.HNL           | 21         | 3          | CC              | 1               | 0               | -                  | -                  | -                  | -           | -           | -           | 22     | 3      |
| 2024-gen. 2025  | Empoli          | A               | 15         | 0          | CI              | 3               | 2               | -                  | -                  | -                  | -           | -           | -           | 18     | 2      |
| Totale Empoli   | Totale Empoli   | Totale Empoli   | 18         | 0          |                 | 4               | 2               |                    | -                  | -                  |             | -           | -           | 22     | 2      |
| 2025            | Malmö FF        | A               | 6          | 1          | CS              | 5               | 0               | -                  | -                  | -                  | -           | -           | -           | 11     | 1      |
| Totale carriera | Totale carriera | Totale carriera | 61         | 6          |                 | 10              | 2               |                    | -                  | -                  |             | -           | -           | 71     | 8      |

## Palmarès

### Club

#### Competizioni giovanili
- Campionato Primavera: 1

Empoli: 2020-2021